# Ga Juyeop
Ga Juyeop là ga trên Tàu điện ngầm vùng thủ đô Seoul tuyến 3.
- Chuyến tàu đầu tiên từ Ga Ogeum 05:18
- Chuyến tàu đầu tiên từ Ga Daehwa 05:30

## Bố trí ga
| Daehwa ↑      |
| \| N/B        |
| ↓ Jeongbalsan |

| Hướng Bắc | ●Tuyến 3 | ← Hướng đi Daehwa                                   |
| Hướng Nam | ●Tuyến 3 | → Hướng đi Yeonsinnae · Chungmuro · Suseo · Ogeum → |